# Cyanocompsa parellina
Cyanocompsa parellina là một loài chim trong họ Cardinalidae.
Chúng được tìm thấy ở miền bắc Trung Mỹ. Chúng có chiều dài 14 cm với sải cánh dài 22 cm, là một trong những thành viên nhỏ hơn chi.